# Willem Hendrik Vogel
Willem Hendrik Vogel (Rotterdam, gedoopt 14 november 1783 - Bleiswijk, 23 februari 1845) was een Nederlands burgemeester.

## Leven en werk
Willem Hendrik Vogel was een zoon van de koopman, tevens de schout van het ambacht Cool, Hendrik Vogel (1746-1804) en Geertruida Willemsen (1749-1823). Hij huwde op 16 april 1810 met Hendrica Catharina Steenbergh (circa 1789-1864).
Na het overlijden van zijn vader in 1804 nam Vogel de zaken van zijn vader waar. Vijf jaar later nam hij de zaken van zijn vader ook officieel over. In augustus 1810 benoemde de Franse stadhouder Lebrun hem tot lid van de civiele rechtbank van Cool (Rotterdam).
In maart 1844 werd hij benoemd tot burgemeester van Bleiswijk en van Moerkapelle als opvolger van de overleden Jacob Isaac van Waning. Vogel vervulde er ook de functie van gemeentesecretaris. Nog geen jaar later overleed hij te Bleiswijk.